# Missiv
Missiv (misiv, list posélací, něm. Sendbrief, Sendschreiben) byla úřední písemnost v podobě uzavřeného listu, jejíž jméno vychází ze způsobu doručení příjemci: missivy byly posílány po poslech, později poštou. Missiv nesl stručné informativní sdělení, opatřen byl sekretní přitištěnou pečetí (která ho uzavírala). Protože list s textem zároveň fungoval jako obálka, obsahují missivy adresu na zadní straně, oproti jiným uzavřeným písemnostem je adresa missivů psána kolmo k textu na přední straně. Missivy byly značně oblíbené v průběhu 15.–18. století, přičemž od konce 17. století se pro ně začíná objevovat označení reskript. Poté je nahrazují dvorní dekrety.